# Робак (Південна Кароліна)
Робак (англ. Roebuck) — переписна місцевість (CDP) в США, в окрузі Спартанберг штату Південна Кароліна. Населення — 2357 осіб (2020).

## Географія
Робак розташований за координатами 34°52′44″ пн. ш. 81°57′50″ зх. д. / 34.87889° пн. ш. 81.96389° зх. д. (34.878756, -81.963773).  За даними Бюро перепису населення США в 2010 році переписна місцевість мала площу 11,16 км², з яких 11,11 км² — суходіл та 0,05 км² — водойми.

## Демографія
Згідно з переписом 2010 року, у переписній місцевості мешкало 2200 осіб у 833 домогосподарствах у складі 614 родин. Густота населення становила 197 осіб/км².  Було 908 помешкань (81/км²).
Расовий склад населення:
| - 78,7 % — білих - 16,0 % — чорних або афроамериканців - 2,4 % — азіатів - 1,7 % — осіб інших рас |

До двох чи більше рас належало 1,2 %. Частка іспаномовних становила 3,7 % від усіх жителів.
За віковим діапазоном населення розподілялося таким чином: 25,0 % — особи молодші 18 років, 59,0 % — особи у віці 18—64 років, 16,0 % — особи у віці 65 років та старші. Медіана віку мешканця становила 39,6 року. На 100 осіб жіночої статі у переписній місцевості припадало 93,3 чоловіків;  на 100 жінок у віці від 18 років та старших — 92,0 чоловіків також старших 18 років.
Середній дохід на одне домашнє господарство  становив 63 610 доларів США (медіана — 53 125), а середній дохід на одну сім'ю — 68 559 доларів (медіана — 66 635). Медіана доходів становила 46 420 доларів для чоловіків та 38 889 доларів для жінок. За межею бідності перебувало 15,1 % осіб, у тому числі 31,6 % дітей у віці до 18 років та 13,2 % осіб у віці 65 років та старших.
Цивільне працевлаштоване населення становило 1303 особи. Основні галузі зайнятості: виробництво — 27,1 %, освіта, охорона здоров'я та соціальна допомога — 13,4 %, науковці, спеціалісти, менеджери — 13,2 %.